# Borsa de Corea del Sud
La borsa de Corea (en anglès: Korea Exchange, KRX) és l'únic mercat de valors operatiu a Corea del Sud. Té la seu a Busan, i té una oficina per a mercat al comptat i per a la supervisió del mercat a Seül.

## Història
La borsa de Corea va ser creada mitjançant la integració dels mercats de valors de Corea (Korea Estoc Exchange), el mercat de futurs (Korea Futures Exchange) i el mercat de valors KOSDAQ sota la Llei del Mercat de Valors i Futurs (Korea Estoc & Futures Exchange Act). Els mercats d'accions i derivats dels anteriors mercats són ara divisions de negoci de la borsa de Corea: Divisió de Mercat de Valors, Divisió de Mercat KOSDAQ i Divisió de Mercat de Derivats. A octubre de 2012, la borsa de Corea tenia 1.796 companyies llistades amb una capitalització de mercat combinada de $1,1 bilions. La borsa té un horari normal de sessions de 09:00 am a 03:15 pm tots els dies de la setmana excepte dissabtes, diumenges i festius declarats per la borsa amb antelació.